# 하이커우 타워
하이커우 타워는 중화인민공화국 하이커우에 공사중인 마천루이다. 원래 2019년 9월 28일 완공 예정이었으나 공사가 중단되어 실현되지 못했다. 2022년 하반기에 공사를 재개하였다

## 같이 보기
- 중화인민공화국의 마천루 목록